# Kerecsendi Kiss Márton
Kerecsendi Kiss Márton (Kerecsend, 1917. június 28. – Cleveland (Ohio), 1990. február 23.) emigráns magyar grafikus, költő, író, szerkesztő.

## Élete
Tanítói diplomát szerzett, elemi iskolában tanított. Verseit az 1940-es években folyóiratok közölték (Magyar Csillag, Híd). 1942-ben filmforgatókönyvet írt Harmincadik címmel. Háromfelvonásos színjátékát 1943. november 13-án mutatták be a Magyar Színházban. A darabból filmforgatókönyvet írt Cserépy László és Apáthi Imre közreműködésével. 1945-ben külföldre távozott. 1947-ig Ausztria, majd Argentína lett az otthona. 1948 és 1955 között Vörösváry Istvánnal Buenos Airesben kiadta és szerkesztette a Magyar Út és a Magyarok Útja című lapokat. 1957-ben Kanadába költözött, itt a Magyar Élet című hetilapot szerkesztette. 1962-ben Clevelandben telepedett le és a városnál vállalt tisztviselői állást. Művei magyar nyelven jelentek meg.

## Művei
- Vándorévek (versek, Székesfehérvár, 1941)
- Hetedhétország (mesejáték, Cleveland, 1963)
- Magyar Rozika Amerikában (Cserépy Lászlóval, összeállítás, Szeleczky Zita hanglemeze, Hollywood (Los Angeles), 1970)
- Emlékkönyv (elbeszélések, riportok, Cleveland, 1972)
- Rőzseparázs (versek, Toronto, 1976)